# Friedrich von Graevenitz (General)

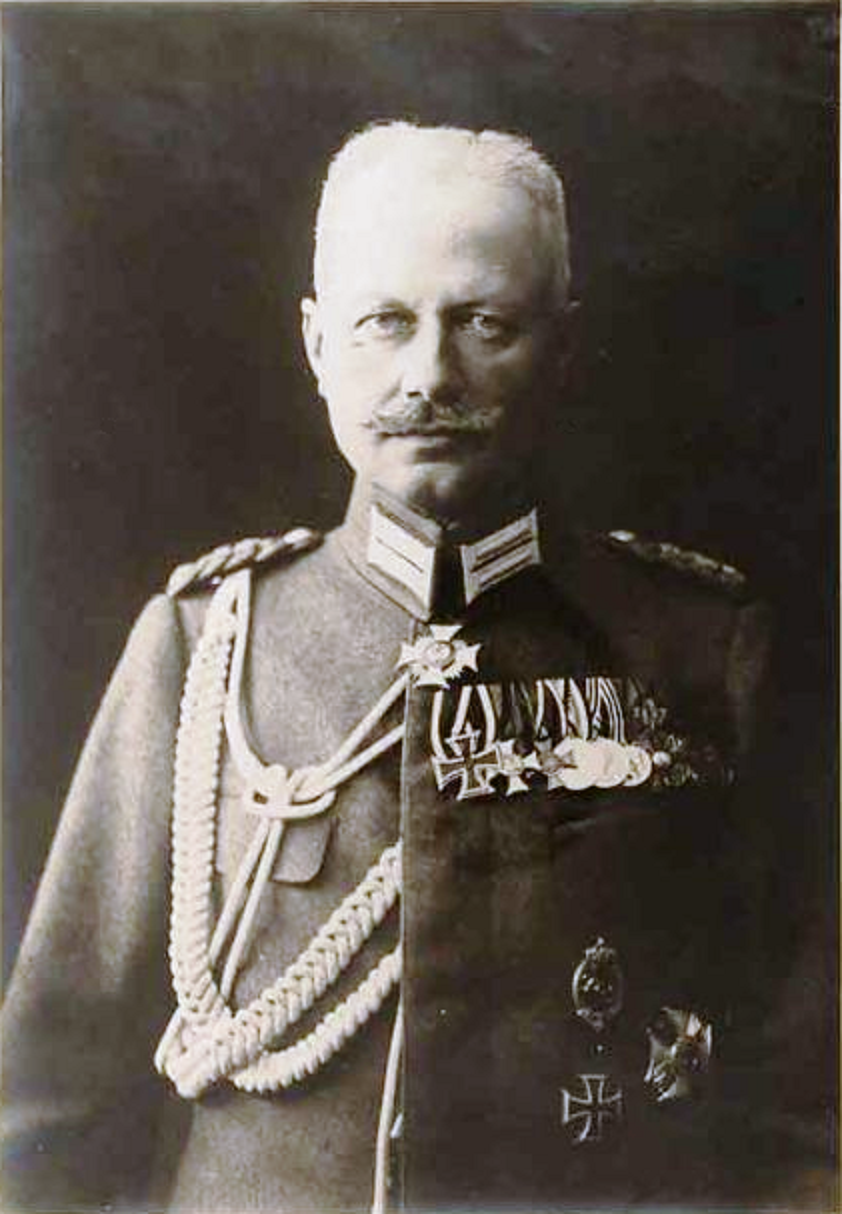
General der Infanterie Friedrich von Graevenitz 1918 als Generaladjutant

Friedrich („Fritz“) Gustav Theodor von Graevenitz (* 7. Januar 1861 in Hohenasperg; † 28. Februar 1922 in Solitude) war ein württembergischer General der Infanterie sowie für die Dauer des Ersten Weltkriegs Militärbevollmächtigter im Großen Hauptquartier.

## Leben

### Herkunft
Er entstammte dem Geschlecht von Graevenitz, das zu Beginn des 18. Jahrhunderts durch die Geschwister Friedrich Wilhelm und Wilhelmine von Grävenitz zu enormem Einfluss im württembergischen Staat gelangt war. Friedrich war ein Sohn des württembergischen Generals der Infanterie Karl von Graevenitz (1830–1903) und dessen erster Ehefrau Sophie, geborene Höring (1837–1864).

### Militärkarriere
1878 trat Graevenitz in die 9. Kompanie des Grenadier-Regiments „Königin Olga“ der Württembergischen Armee ein. Von 1888 bis 1891 absolvierte er zur weiteren Ausbildung die Preußische Kriegsakademie in Berlin. Er diente bei verschiedenen Stäben und trat 1898 in das Kriegsministerium in Stuttgart ein, in diesen Jahren erfolgte die Beförderung zum Hauptmann und später Major. 1901 wurde Graevenitz in Preußen zum Flügeladjutanten ernannt. im Februar 1905 erfolgte die Beförderung zum Oberstleutnant und er wurde wieder in das württembergische Kriegsministerium versetzt. Die Beförderung zum Oberst erfolgte im September 1907. Im April 1911 wurde Graevenitz zum Generalmajor à la suite des Königs und zum Militärbevollmächtigten in Berlin ernannt. Im Mai 1911 übernahm er zusätzlich das Amt des stellvertretenden Bevollmächtigten beim Bundesrat. Am 25. Februar 1914 wurde er zum Generalleutnant befördert. Während des Ersten Weltkriegs war er württembergischer Militärbevollmächtigter beim Großen Hauptquartier der militärischen Führung des Deutschen Kaiserreichs. Er vertrat dort die Interessen Württembergs. Nach dem Tod des bisherigen Stelleninhabers, General der Kavallerie Gustav von Starkloff, wurde Graevenitz am 5. Juli 1918 unter Verleihung des Großkreuzes des Friedrichs-Ordens mit Schwertern zum diensttuenden Generaladjutant des württembergischen Königs Wilhelm II. ernannt. Nach der Abdankung des Königs schied er am 7. Dezember 1918 aus dem aktiven Militärdienst aus.
Sein Nachlass befindet sich im Landesarchiv Baden-Württemberg (Bestand M 660/095).

### Familie
Verheiratet war er seit September 1888 mit Marianne Klotz (1867–1940), Tochter des Stuttgarter Fabrikanten Johann Karl Klotz (1835–1909), Chemiker und Direktor der Farbenfabriken Siegle und der Marie Luise Friederike, geborene Sprösser (1838–1929). Sie war eine Tochter von Carl Wilhelm Sprösser (1791–1872), württembergischer Major im Ehreninvalidencorps. Dadurch war Friedrich von Graevenitz' Ehefrau Marianne auch eine Nichte des Generalmajors Theodor von Sprösser (1836–1907), Kommandeur des Infanterie-Regiments „König Wilhelm I.“ (6. Württembergisches) Nr. 124, und Cousine des Generalmajors Theodor Sproesser (1870–1933).
Tochter Marianne (1889–1983) war mit dem Offizier und Politiker Ernst von Weizsäcker verheiratet, aus welcher Ehe unter anderem der Physiker und Philosoph Carl Friedrich von Weizsäcker (1912–2007) und der Politiker und spätere deutsche Bundespräsident Richard von Weizsäcker (1920–2015) stammten.
Sohn Fritz von Graevenitz (1892–1959) war ein bekannter Maler und Bildhauer. Die Söhne Richard (1890–1918) und Karl (1895–1918) fielen als Soldaten im Ersten Weltkrieg an der Westfront bzw. in der Nordsee. Eine weitere Tochter Elisabeth (1894–1923) starb ebenfalls jung.

## Veröffentlichungen
- Die Entwicklung des württembergischen Heerwesens, insbesondere im Rahmen des deutschen Reichsheeres. / Die deutsche oberste Führung im Weltkrieg in ihrer Bedeutung für die württembergischen Streitkräfte. Berger, Stuttgart 1921 (Württembergs Heer im Weltkrieg; 1/2) (Digitalisat).